# Triade (Physiologie)
Triaden kommen in Skelettmuskelzellen vor und dienen der schnellen Übermittlung von motorischen Reizen, welche zur aktiven Verkürzung der Muskelfasern führen.
Damit der Nervenreiz zur Muskelkontraktion möglichst schnell ins Innere der Muskelzelle übertragen werden kann, ist die Zellmembran an verschiedenen Stellen eingestülpt. Diese Einstülpungen nennt man transversale Tubuli (T-Tubuli).
Damit sich eine Muskelzelle kontrahieren kann, müssen in ihrem Inneren Calciumionen freigesetzt werden. Diese werden im sarkoplasmatischen Retikulum gespeichert. Das sarkoplasmatische Retikulum ist ein spezialisiertes Endoplasmatisches Retikulum (ER) der Muskelzellen. Von einer Triade spricht man, wenn sich in der Nähe eines transversalen Tubulus zwei sackartige Kammern des sarkoplasmatischen Retikulum (terminale Zisternen) befinden (1 Tubulus + 2 Zisternen = 3 = 1 Triade). Wenn nur eine terminale Zisterne an den Tubulus grenzt, spricht man von einer Dyade.

## Physiologischer Ablauf
Erreicht der elektrische Reiz eines (motorischen) Nerves den transversalen Tubulus, werden seine spannungsabhängigen L-Typ-Calciumkanäle (auch Dihydropyridin-Rezeptoren genannt) geöffnet. Calciumionen strömen in das Zellinnere (Sarkoplasma = Zytoplasma) ein und diffundieren zu den nahegelegenen terminalen Zisternen des sarkoplasmatischen Retikulum.
In quergestreifter Muskulatur werden mit Protein-Protein-Kopplung durch Dihydropyridin-Rezeptor auch die Calciumkanäle (Ryanodin-Rezeptoren) des sarkoplasmatischen Retikulum aktiviert. Die dort in hoher Konzentration gespeicherten Calciumionen strömen ebenfalls in das Sarkoplasma aus und bewirken nun die Muskelkontraktion.
In Herzmuskelzellen hingegen, aktiviert der Calciumioneneinstrom den Ryanodin-Rezeptor (Calcium-Induced Calcium Release, CICR).
Aufgrund der kurzen Diffusionsdistanzen zwischen Tubulus und sarkoplasmatischem Retikulum (Triade) erfolgt die Reizübermittlung sehr schnell.